# スイス・ゲーム博物館

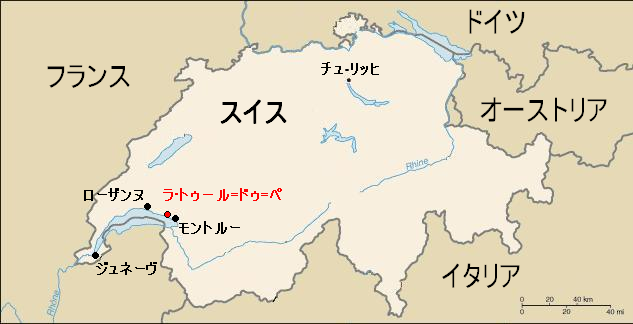
ラ・トゥール＝ドゥ＝ペの位置

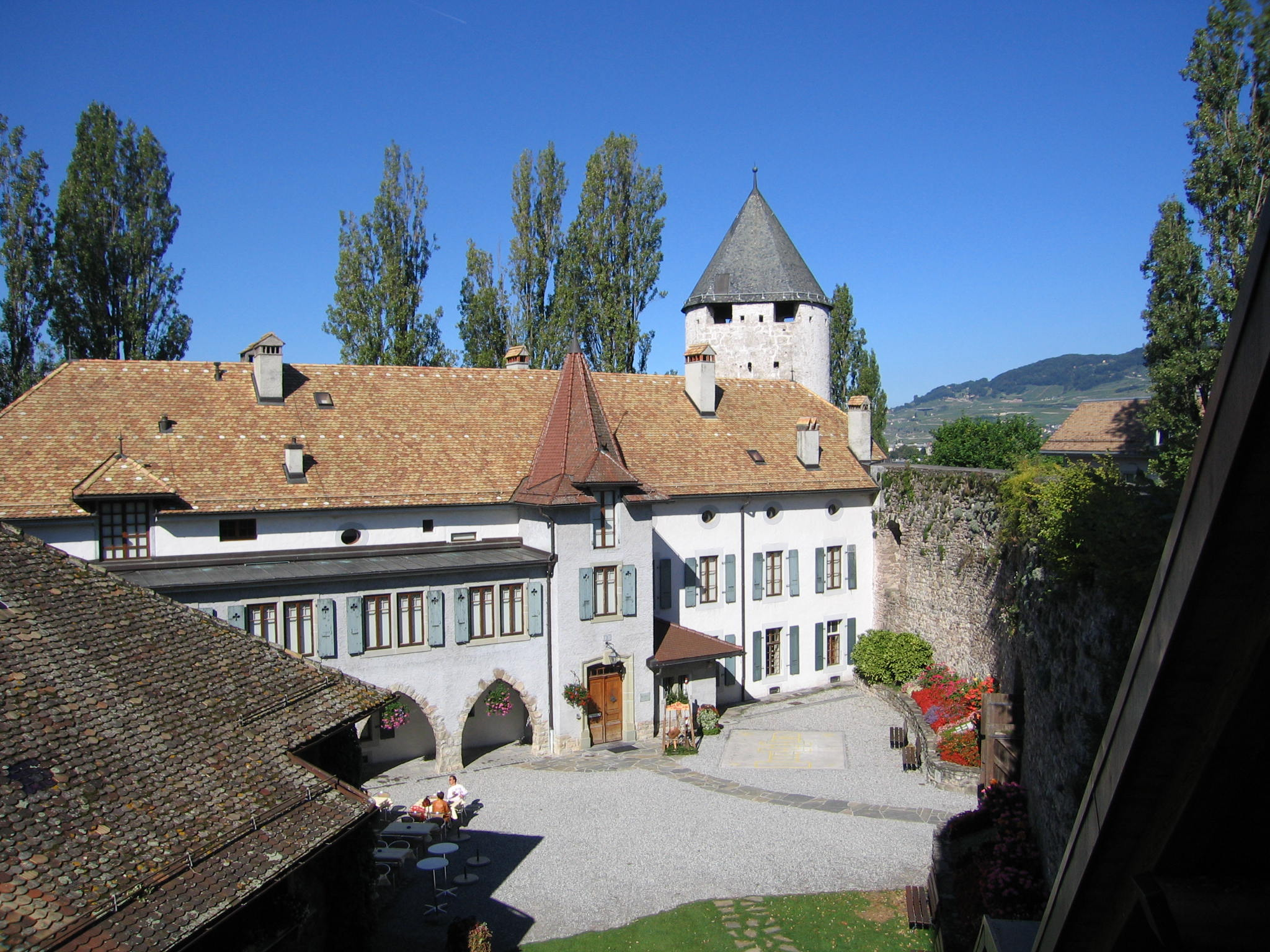
中庭から観たラ・トゥール＝ドゥ＝ペ城とスイス・ゲーム博物館の入口

スイス・ゲーム博物館（スイス・ゲームはくぶつかん、フランス語: Musée Suisse du jeu）は、スイス連邦ヴォー州にあるゲーム専門の博物館。25年に一度のワイン祭りやネスレ本社所在地として有名なヴヴェイとジャズフェスティバル開催地モントルーに挟まれたレマン湖を臨むラ・トゥール＝ドゥ＝ペ (La Tour-de-Peilz) にある。2003年から財団法人「 Fondation du Musée Suisse du jeu」として管理運営されている。

## 概要
18世紀半ばから民間の住居であったラ・トゥール＝ドゥ＝ペ城は、元は13世紀サヴォワ伯によってレマン湖畔に水路用の関所として築かれた城塞であった。1979年ラ・トゥール＝ドゥ＝ペ基礎自治体（コミューン）が城を取得したのを機に、1987年スイス・ゲーム博物館が開館した。
おもちゃ博物館とは異なり、玩具とゲームの相違を強調し、特にルール性重視の遊戯具の収集、保存、研究調査、及び展示やワークショップ等を通じ、一般の人々を対象にゲーム史の理解、ゲームルールの伝播、普及を目的としている。
世界中から蒐集されたゲームの所蔵品は、紀元前3000年以来の古代のものから近代のものまで、5500点以上にも上る。
城の2階と3階の総面積550平方メートルがゲーム博物館として利用されている。2階には受付、ボードゲームショップ、常設展示室、ゲームルームがあり、3階は類別展示コーナー、また企画展示会の会場となる。

## 常設展示室の内容
窓から一面に広がる湖を左に眺望しながら進む。
第一展示室
古代のサイコロや駒。また考古学的に極めて重要な紀元前2000年頃のゲーム盤が加えられた。イランで発掘されたもので、長方形の盤上に1列12個の穴が3列で36枡刻まれ、それらの穴を取り巻く模様として、複数のうねった蛇が数字の8を縦に並べたように彫刻されている。
第二室
アフリカ各地や南アジアで遊ばれている「マンカラ」とそのバリエーション。アフリカ発祥のものは、6穴2列が代表的で、アウェレを代表に多数の名称を持つ、種まきゲームとも訳せる。並んで東アジアのゲーム、麻雀、将棋、碁盤、貝合わせ等。その他、南米からの独楽、ビルボケ（けん玉）、チェスの駒等。
第三室
「インドの国」。近代の数々のゲームの発祥地であるインドの円形カード、7穴2列のインドマンカラ、元は宗教教育として使われていたすごろくゲーム、また現在でもポピュラーな競争ゲームとして知られている数種のパチシが陳列されている。パチシはパーチージとも記され、刺繍で装飾された布製のもの、20世紀のデザイン豊富な紙製のもの等、多数ある。壁に掛けられている19世紀に作られた金糸入りのパッチワークタペストリーの中央部分を注意して見るとパチシがあしらわれているのが判る。
山側の展示室を進む。
第四室
17世紀以来の東洋、西洋のチェスボードと多種多様に形作られた駒。
第五室
17世紀からの螺鈿細工や寄木細工のバックギャモン、19世紀の鵞鳥のゲーム、象牙製のドミノ等。
ギャラリー
19世紀のキーユ（木製ボウリング）や18世紀からの輪投げ、駒投げ等の競技用ゲーム。
3階に上る。
南側
中世以来ヨーロッパ各地で誕生したトランプと日本の花札や中国のカード展示コーナー。
中央部
産業改革後の工業化時代にスイス、ドイツ、フランスで考案製作された様々なボードゲーム。スロットマシンのコレクション、カジノの台『ボールルーレット』、19世紀大型競馬レース、ロトリー等の賭けゲーム。
北側
1970年代からのビデオゲームの発展が一目できる。

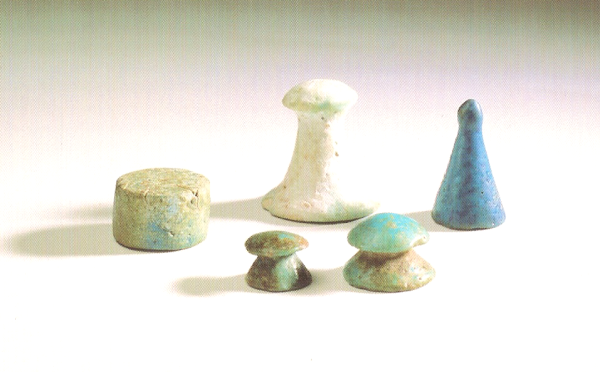
駒 （エジプト 紀元前16世紀から同8世紀）
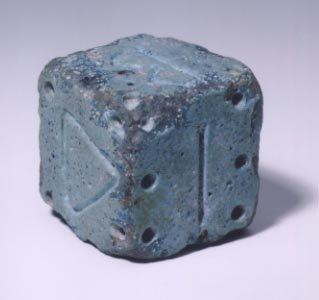
サイコロ 陶製（エジプト 6世紀から8世紀）
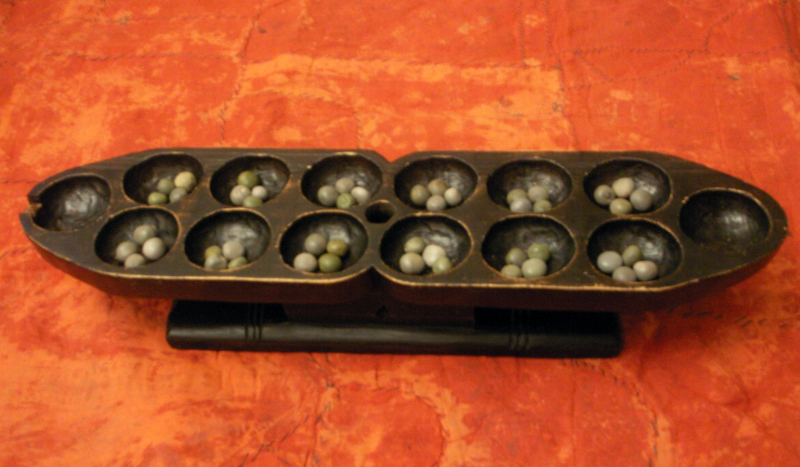
マンカラ 6穴2列 （アフリカ）
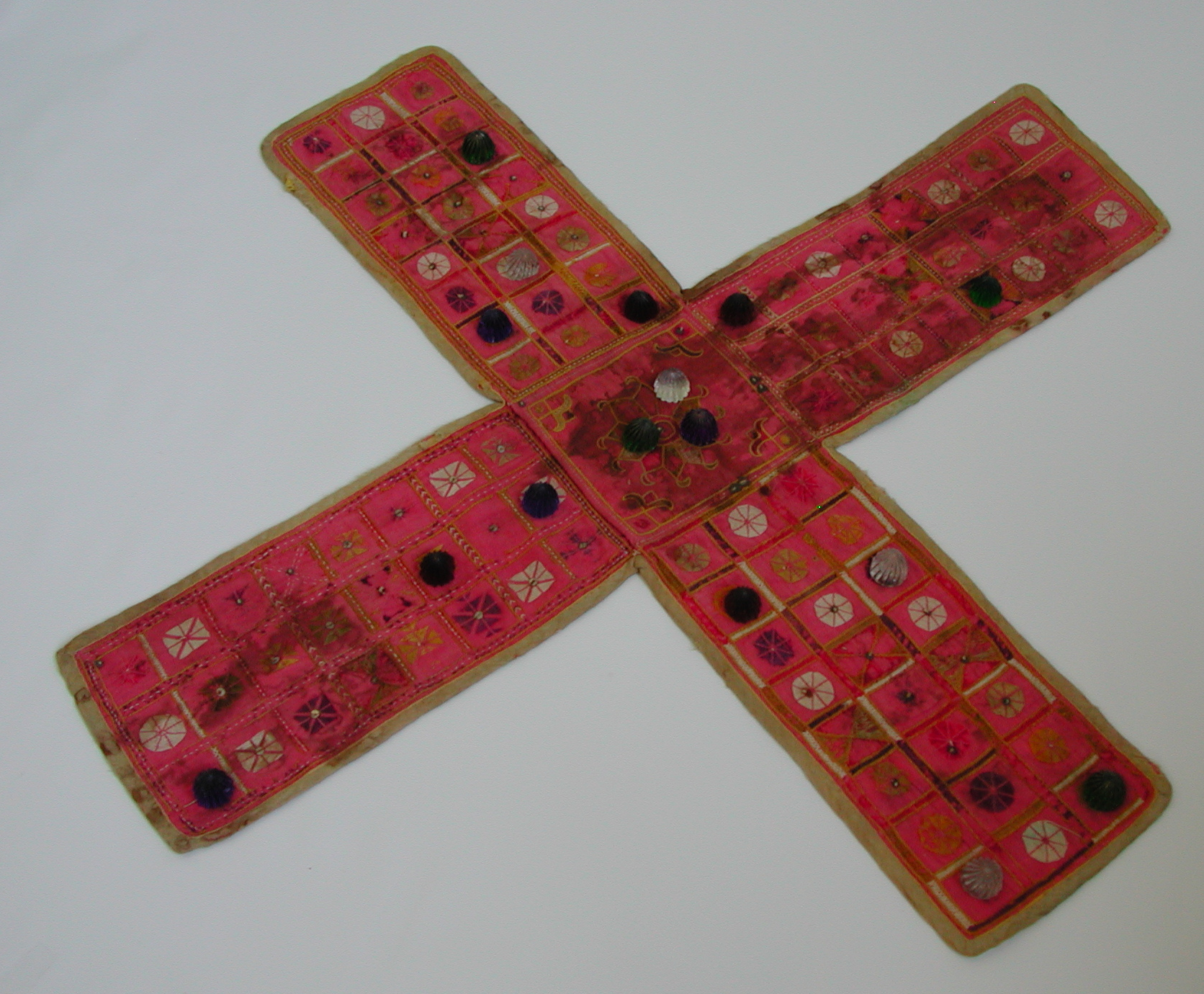
パチシ 布製（インド19世紀）
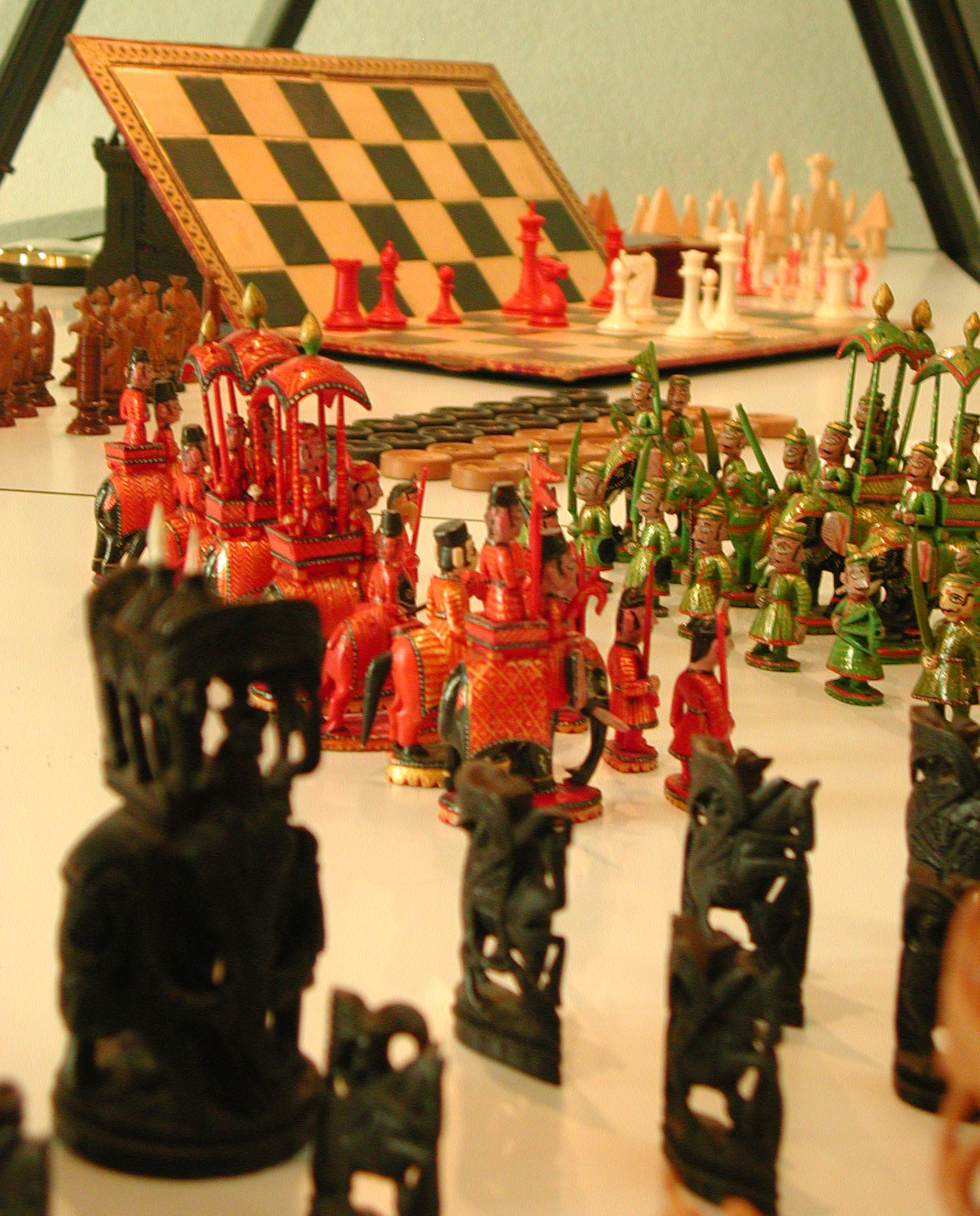
チェス駒 （前列と中央はインド、後列はイギリス、どれも19世紀）
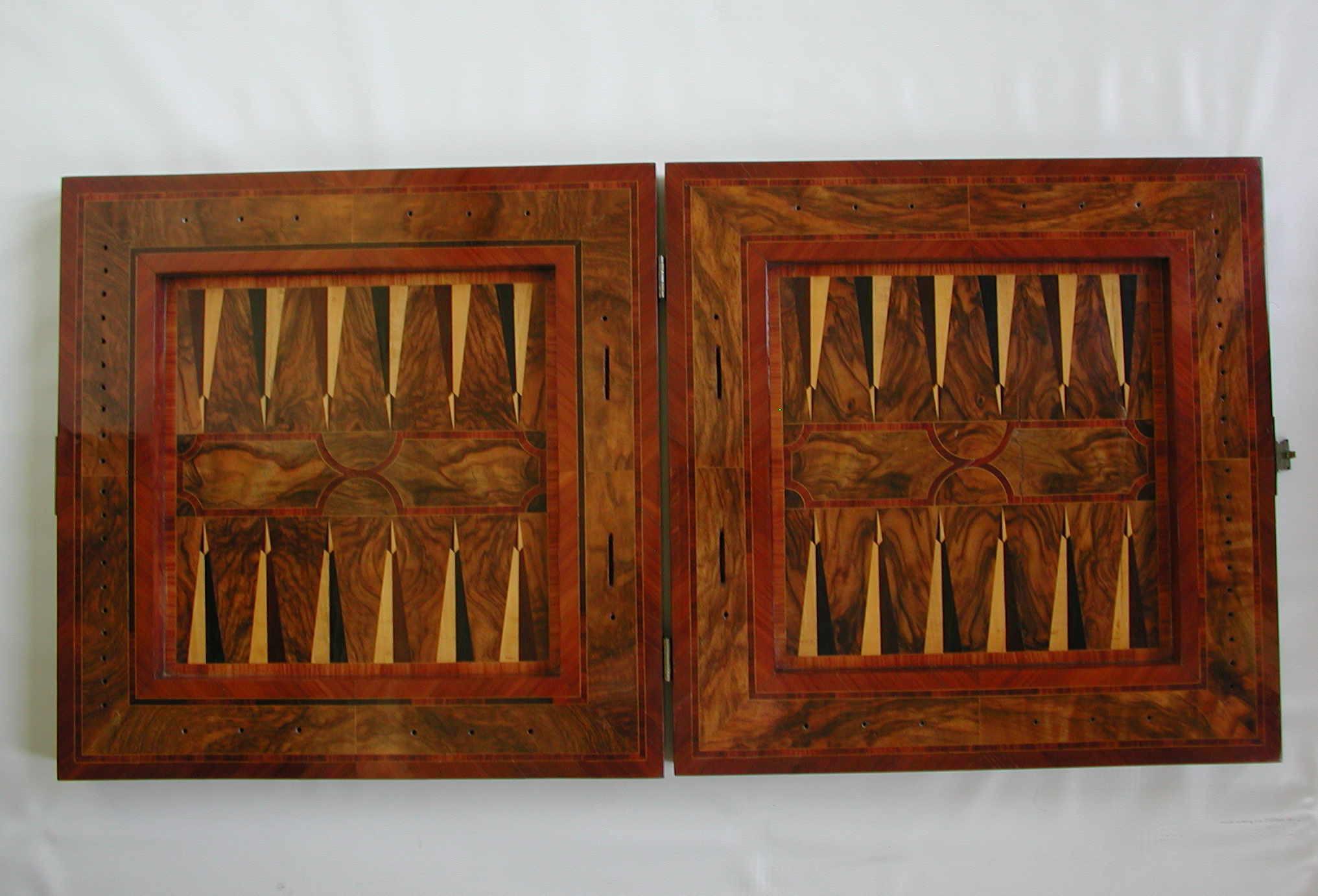
バックギャモン （スイス 18世紀）
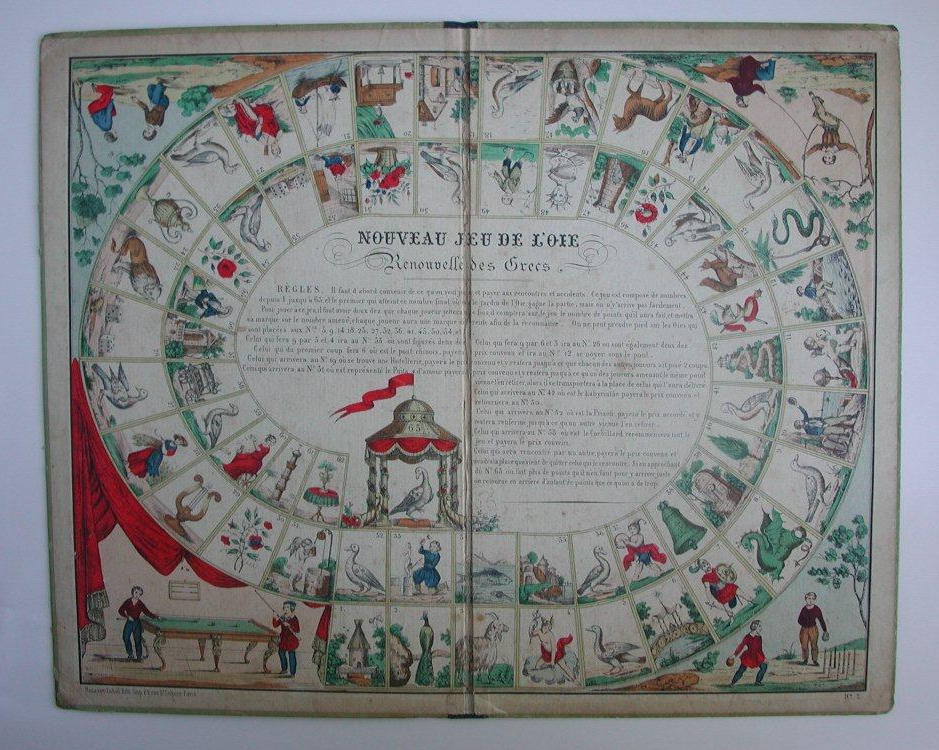
鵞鳥のゲーム （フランス 1850年頃）
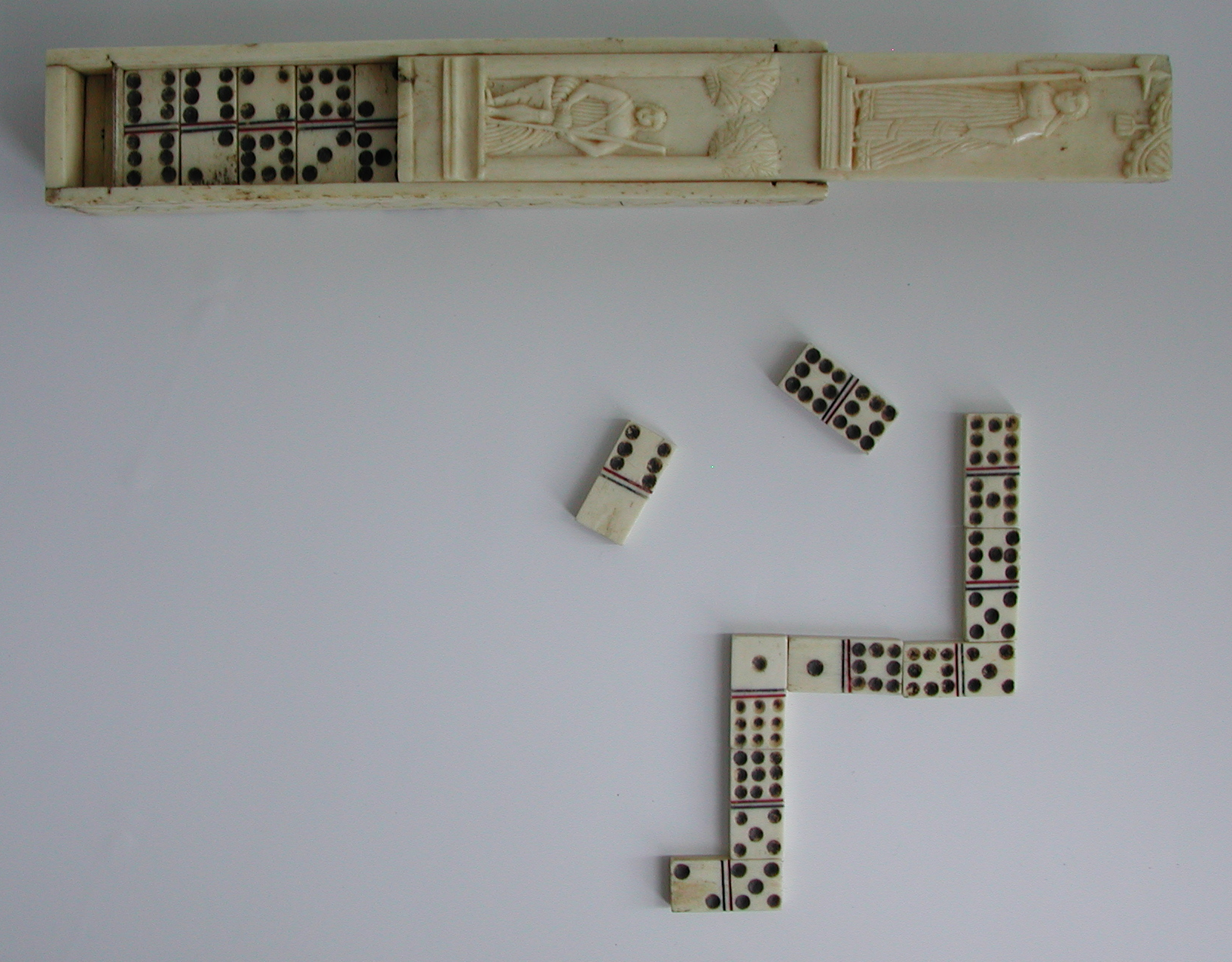
ドミノ 動物骨製（ドイツ 18世紀）
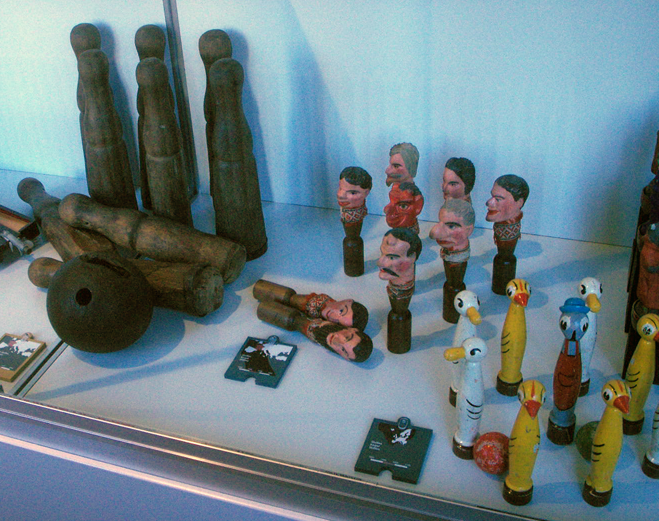
キーユ （フランス 18世紀から20世紀）
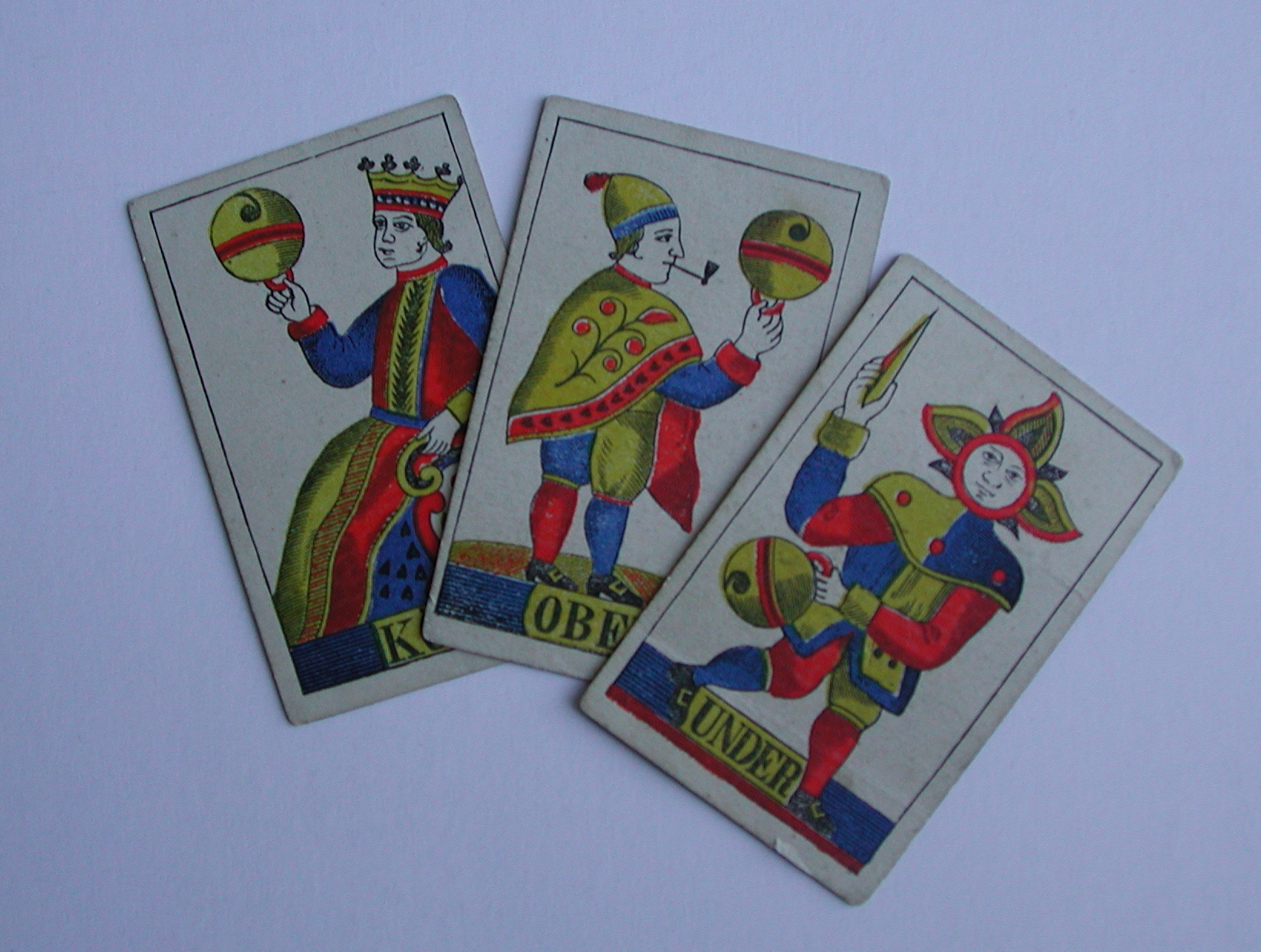
トランプ （スイスドイツ地方 1880年頃）
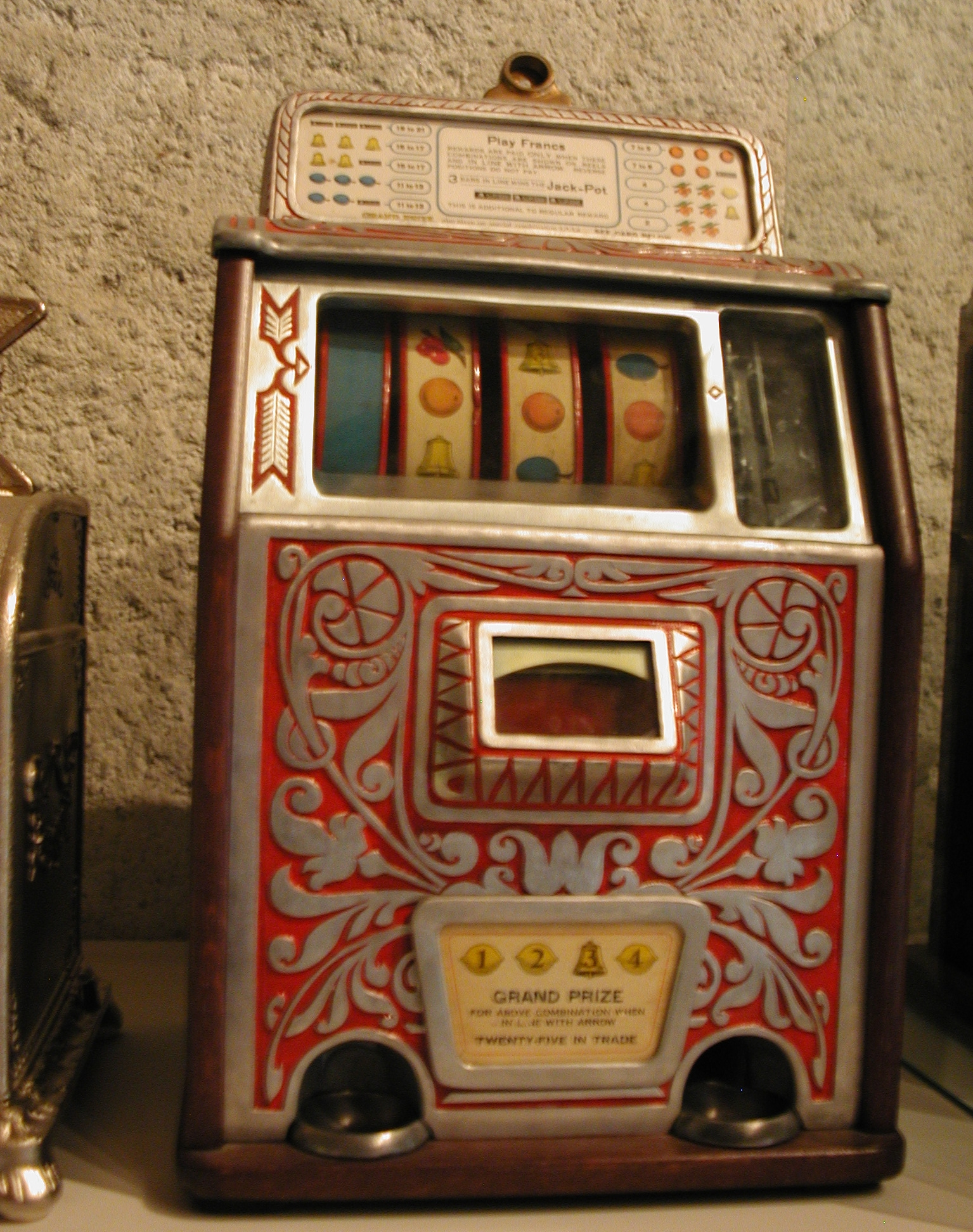
スロットマシン （アメリカ 1928年）
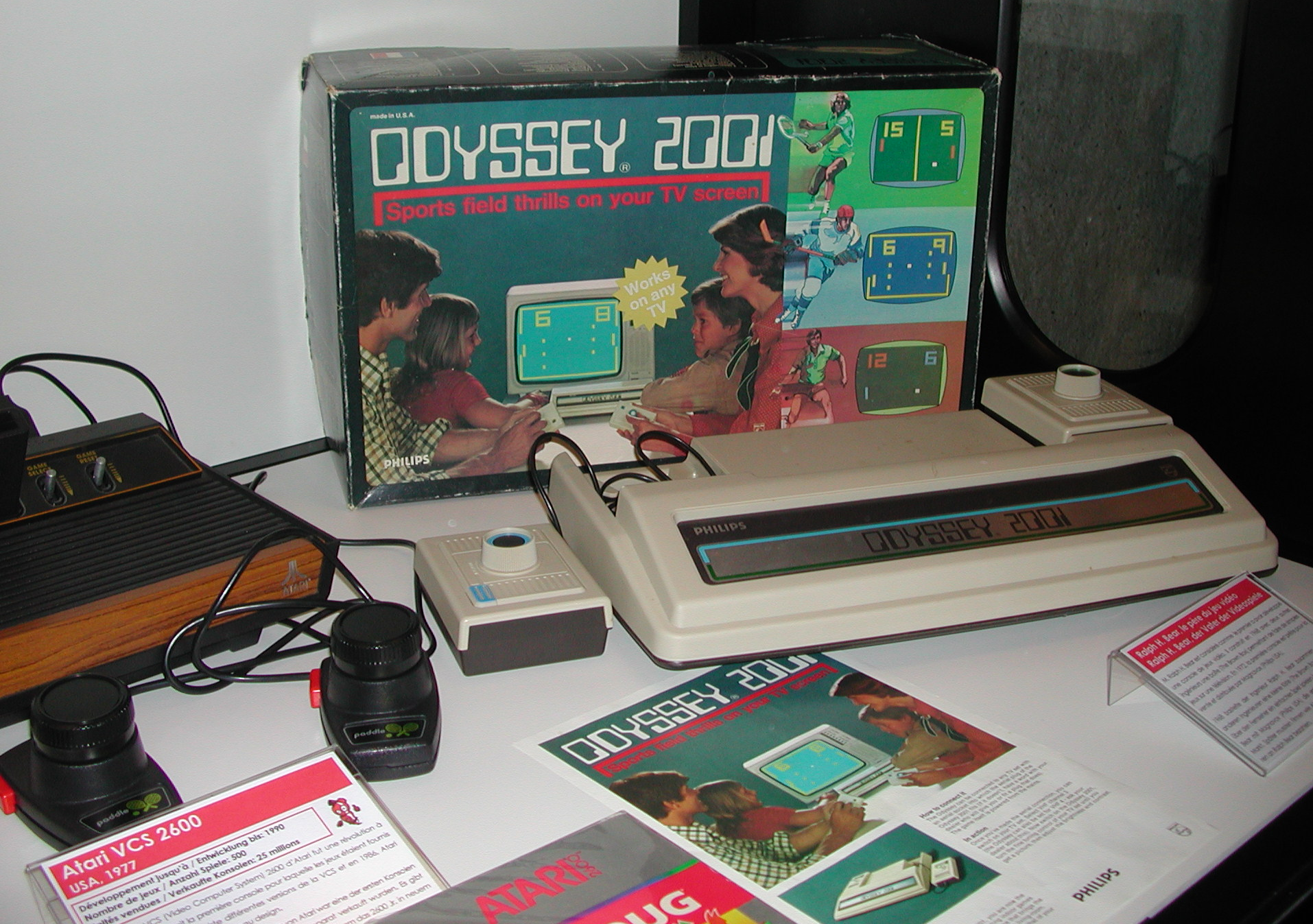
ビデオゲーム （Atari 2600（左）、オデッセイ 1970年代）

## 活動内容
常設展示、企画展示の他、一般及び企業を対象に予約制で館内ガイドツアー、ワークショップを提供（有料）。
毎年、インターナショナル・アウェレトーナメント（マンカラ）、ボードゲームクリエーター展示集会、ゲームをテーマとした講演会などが開催される。

## 城内の施設
ミュージアムショップ
世界中からのボードゲームを販売。（出入り自由）
ゲームルーム
来館者用に多数のゲームが常備されている。（非電源ゲーム）
図書室
2006年、城の1階に新設された。チェスを主に、5000冊以上のゲームに関する出版物を貯蔵し、貸し出しも行っている（要予約）。
レンタルスペース
宴会や催し物、展覧会用等に利用できる。
屋外集団遊びのスポット
城の周囲に8ヶ所あり、石蹴り、ハンカチ落し、ビー玉等ができる。
レストラン『ドミノ』
城壁と塔に囲まれている中庭に建てられた「庭師の家」の内部にある。
この城壁と2つの塔は歴史的建造物に登録されており、中庭の見張り塔の最上部から一望できるレマン湖と山々のパノラマは絶景である。

## ゲーム史研究関連人物
- ウルリッヒ・シェードラー（当博物館館長、2002年就任） - 考古学者、チェス史やバックギャモン史の研究家、それぞれ多数の著書が出版されている。各地で度々講演も行っている。
- 増川宏一（盤上遊戯史研究家） - 当館出版の下記の本に日本の伝統的な遊戯具の歴史解説を寄せている。
  - 仏語版『JEUX DE L'HUMANITE、5000 ans d'histoire culturelle des jeux de société』ISBN 978-2-8321-0298-5
  - 独語版『SPIELE DER MENSCHHEIT、5000 Jahre Kulturgeschichte der Gesellschaftsspiele』ISBN 978-3-89678-615-9

## 館内の団体活動
- スイス・ゲーム博物館友の会
- ジュニアチェスクラブ
- 囲碁クラブ

## 交通アクセス
- 高速道路Vevey出口、南方湖岸方面へ3.7km。
- 国鉄ローカルLa Tour-de-Peilz駅下車、湖岸方向一直線徒歩6分。
- 国鉄急行Vevey駅下車、駅前広場からモントルー方面行きバス（201系統）10分、La Tour-de-Peilz Centre 停留所下車。湖岸方向徒歩1分。
- レマン湖遊覧船(CGN) 発着場Vevey-La Tour または Vevey-Marché

## 周辺情報
- ギュスターヴ・クールベ亡命先居住地 （記念碑のみ）(100m)
- 食品博物館 Alimentarium (500m) 所在地ヴヴェ
- シヨン城 Château de Chillon (9km) 所在地モントルー＝ヴェトー
- チャーリー・チャップリン邸 (5.2km) 所在地コルズィエ＝スュール＝ヴヴェ、2012年に邸内でチャップリン博物館開館予定。

## 参照
1. ↑   直訳は 「ブドウ栽培者の祭り（Fête des Vignerons）」